# Friedrich von Pöck
Friedrich Freiherr von Pöck (Sobotiste, 19 agosto 1825 – Graz, 25 settembre 1884) è stato un ammiraglio austriaco.

## Biografia
Proveniente da una famiglia di antiche tradizioni militari, fu ammesso nel Collegio di Marina a Venezia nell'agosto del 1837, entrando in servizio il 1º agosto 1843 nella Marina Austriaca. Si distinse per la prima volta durante l'assedio di Venezia nel 1849 e il suo coraggio fu elogiato dal suo comandante Ludwig von Fautz. In seguito fu imbarcato sul Novara, sotto il comando del viceammiraglio Wüllerstorf-Urbair, confermando tutte le sue qualità. Nel 1860 comandò, per breve tempo, la flottiglia del Garda e, in seguito, fu affidato il vascello Kaiser.
Dal 1869 entrò nella Sezione Marina del Ministero della Guerra, di cui fu prima vice-capo, poi capo dall'ottobre 1872. Venne anche nominato comandante in capo della Marina austro-ungarica. Durante questi anni si limitò a portare avanti tutti i piani e i progetti per il rafforzamento dello strumento navale, voluti dal suo predecessore Wilhelm von Tegetthoff. Ai primi di novembre del 1883 si dimise a causa di un esaurimento nervoso e si ritirò, morendo di lì a poco.